# アクリフラビン
アクリフラビン (英: acriflavine) とは、局所消毒薬の1つ。別名トリパフラビン。オレンジ色や茶色など類赤色の粉末、結晶である。エタノールや水に難溶、エーテル、クロロホルムにはほとんど不溶。水溶液は酸性を呈し、蛍光を放つ。
アクリジン色素の殺菌作用の研究から1917年に発見された。
眼や吸入において有害である。色素として皮膚を染色するほか、刺激を与えることがある。市販薬はよくプロフラビンと混合されている。市販薬として種々の名称がある。

## 歴史
ドイツの医学研究者パウル・エールリヒによって1912年に発見され、第一次世界大戦中に睡眠病に対して使用された。アクリジンから分離され、塩酸塩の形態では基本形よりも刺激性が増す。

## 利用
抗菌力が強く、多くのグラム陰性菌、グラム陽性菌の両方の細菌に効力があり、特に淋菌、ウェルシュ菌、レンサ球菌に有効である。このことから殺菌剤、防腐剤、抗菌剤として用いられる。観賞魚の外部真菌症の治療にも使用される。
また酵母などの微生物のシトクロム系に関する細胞質遺伝子の突然変異誘導原ともなる。
豚丹毒のワクチンとして、アクリフラビン耐性弱毒生ワクチンが存在する。
ほか、レニウムの検出にも用いられる。